# Puntius jerdoni
Puntius jerdoni är en fiskart som först beskrevs av Day, 1870.  Puntius jerdoni ingår i släktet Puntius och familjen karpfiskar. IUCN kategoriserar arten globalt som livskraftig. Inga underarter finns listade i Catalogue of Life.